# Rotationstransformator
Ein Rotationstransformator ist eine spezielle Bauform eines Transformators, bei dem die Primärseite gegenüber der Sekundärseite mechanisch frei rotieren kann. Das wird durch einen rotationssymmetrischen Aufbau erreicht.
Anwendungen finden Drehtransformatoren, um Signale oder Energie verschleißfrei von oder zu rotierenden Teilen zu transportieren. Ein Beispiel ist die magnetische Datenaufzeichnung mittels Schrägspuraufzeichnung wie bei Videorekordern oder dem Digital Data Storage, wo die die Magnetköpfe tragende, schnell rotierende Kopftrommel einen Rotationstransformator enthält, um die Signale verschleiß- und reibungsfrei vom bzw. zum Gerät zu bringen.
Ein weiteres Beispiel sind Raumsonden, wo zueinander rotierende Teile vorkommen.
Rotationstransformatoren sind Alternativen zu Schleifringen, die jedoch auch Gleichspannung übertragen können, allerdings unterliegen Schleifringe einem höheren Verschleiß und weisen deshalb eine geringere Standzeit auf. Eine Alternative ist auch die kapazitive Signalübertragung.

## Aufbau

Aufbau eines Rotationstransformators

Ein Rotationstransformator besteht aus zwei Hälften: einem fix stehenden Stator mit der ersten Wicklung (in der nebenstehenden Abbildung blau) und einem dazu auf einer Achse rotierenden Rotor mit der zweiten Wicklung (rot). Zur Führung des magnetischen Flusses Φ zwischen den beiden Wicklungen dient ein runder Kern, der die Wicklungen umgibt und der in zwei Hälften (Stator und Rotor) geteilt ist. Durch diese Unterteilung und den dadurch vorhandenen Luftspalt zwischen fest stehender und rotierender Kernhälfte weisen diese Transformatoren einen vergleichsweise hohen magnetischen Streufluss auf.
Es gibt auch Konstruktionen mit nur einem Kern und freistehender sich drehender Wicklung. Das hat den Vorteil, dass der Luftspalt außerhalb der zueinander positionierten Teile liegt und sich bei Lagerverschleiß oder Unrundheiten nicht ändert. Damit ist auch eine festere Kopplung möglich.
Rotationstransformatoren dienen, im Gegensatz zu Elektromotoren, welche auch über einen Stator und Rotor verfügen, nicht dazu, mechanische Kräfte infolge des magnetischen Feldes zu erzeugen oder zu übertragen.
Rotationstransformatoren können sowohl zur Energieübertragung von Wechselspannung, als auch zur Daten- bzw. Signalübertragung eingesetzt werden. Bei den Kopftrommeln in magnetischen Aufzeichnungsgeräten mit Schrägspuraufzeichnung sind dafür meist mehrere, voneinander getrennte Übertragungspfade vorgesehen. Üblich sind zwei bis sechs parallele Übertragungspfade, welche zu den einzelnen Leseköpfen zum Außenrand der Kopftrommel führen. Die verschiedenen Wicklungen werden dabei ebenso wie die Kerne in konzentrischen Kreisen um die Achse angeordnet.

Kopftrommel eines Videorekorders
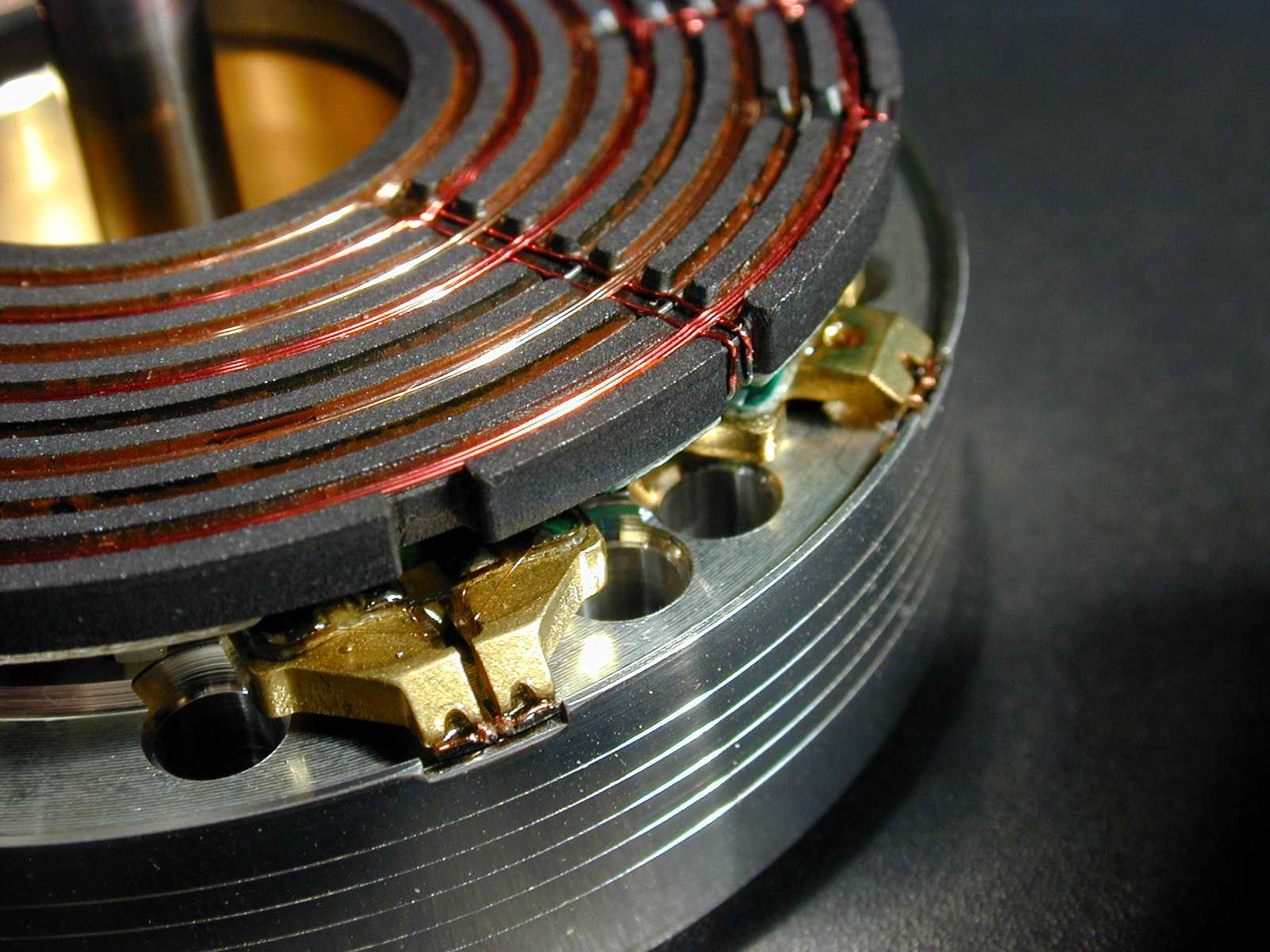
Kopftrommel mit den im Rotor liegenden Wicklungen und konzentrisch angeordneten Wicklungspaaren
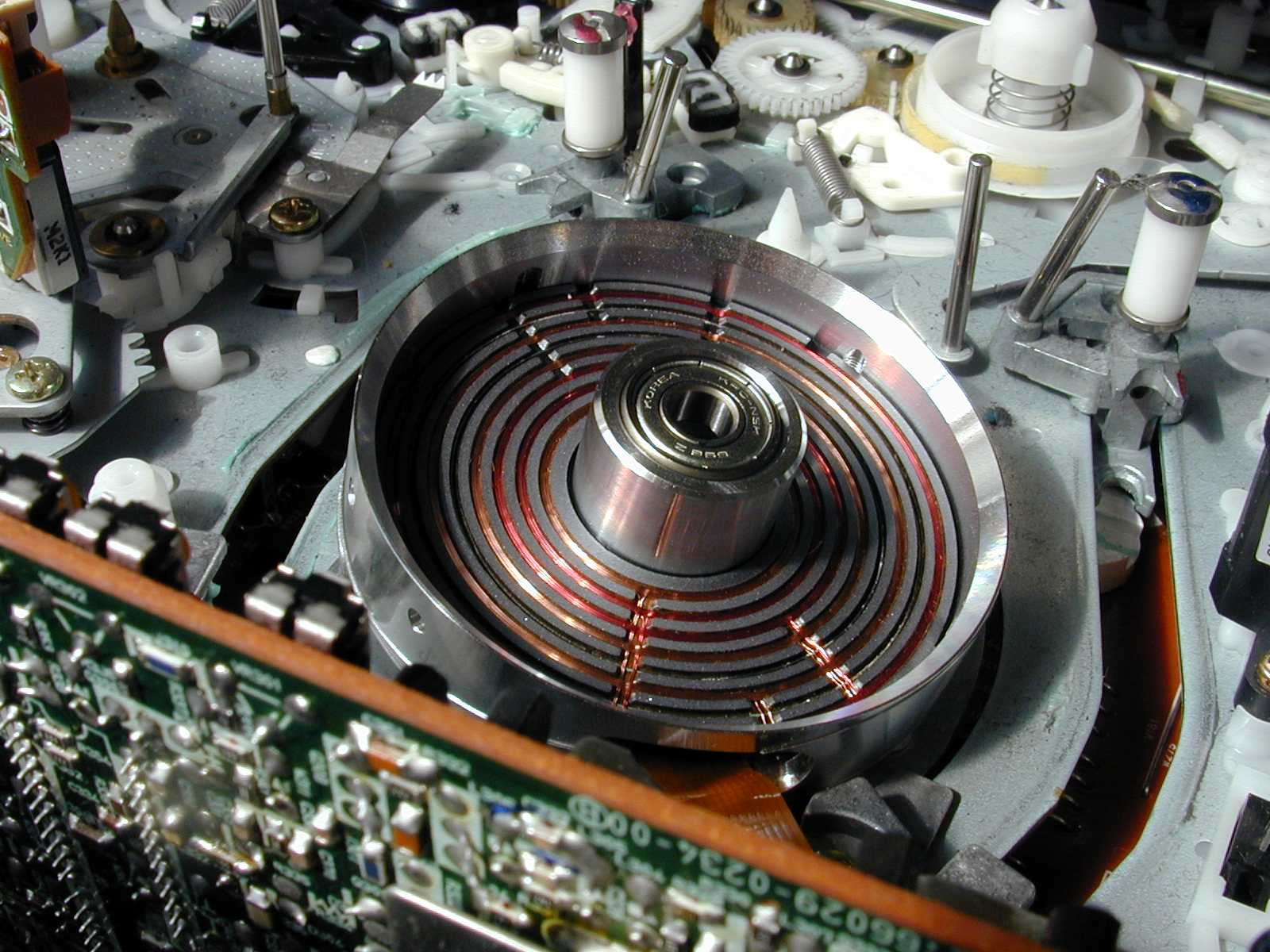
Stator einer Kopftrommel in einem Videorekorder mit den spiegelbildlich liegenden fixen Wicklungen